# Frans Primo
Frans Primo (Gent, 27 september 1884 - 8 februari 1946) was een Vlaams activist en lid van de Tweede Raad van Vlaanderen

## Levensloop
Voor de Eerste Wereldoorlog was Primo telegraafbeambte. Hij speelde ook toneel in het amateurgezelschap van Jan Oscar De Gruyter. 
Einde 1914 sloot hij zich aan bij de radicale groep Jong-Vlaanderen en werkte mee aan de publicatie De Vlaamsche Post. Er was binnen de groep geen eensgezindheid. De radicale strekking werd aangevoerd door Jan Derk Domela Nieuwenhuis Nyegaard en daarnaast was er een meer gematigde strekking, waar Primo, net zoals Leo Picard, zich bij aansloot. In 1918 werd hij lid van de Tweede Raad van Vlaanderen en was hij medestichter van de Vlaamsch-Nationale Partij.
Ondertussen had hij zijn socialistische overtuiging niet vergeten en in 1917 was hij afgevaardigde op het Internationaal Socialistisch Congres in Stockholm.
In november 1918 vluchtte hij naar Nederland, terwijl hij in België veroordeeld werd. In 1924 trad hij in dienst bij de Oprechte Haarlemsche Courant, waarvan hij hoofdredacteur werd. Bij het begin van de Tweede Wereldoorlog werkte hij mee aan de volledige controle van de pers door de bezetter. Hij nam een ambtelijke functie op in Den Haag als hoofd van de afdeling Toneel en Dans binnen het departement Volksvoorlichting en kunsten.
In 1943 keerde Primo naar België terug en ging in Sint-Martens-Latem wonen.

## Publicaties
- Langs de wegen van gewond Vlaanderen, 1941.
- Leven en werken van Gerhart Hauptmann, 1942.